# DVR90
DVR90 er Danmarks nye højdeniveau, som blev indført den 1. januar 2005. Det står for Dansk Vertikal Reference 1990. DVR90 afløser det gamle Dansk Normal Nul (DNN).
DVR90 er indført for at undgå de fejl, der er med tiden er opstået i de gamle højdeniveauer, som det tidligere benyttede DNN, og mere lokale kotesystemer som Københavns Nul. Fejl der er opstået som følge af, at landet vipper og en øget vandstand i havene omkring Danmark.
Da vandstanden ændrer sig både på grund af globale og lokale effekter, er det typisk nødvendigt at indføre nye kotesystemer et par gange pr. århundrede.
I Danmark er der gennem de sidste 100 år gennemført tre landsdækkende præcisionsnivellementer. Resultatet fra det seneste præcisionsnivellement fra 1986 til 1992 viser, at Danmark vipper over en akse gennem Hirtshals – Hjørring – Hals – Kattegat og nord om Hornbæk. Det betyder, at det nordlige Jylland stiger op af havet, mens det øvrige Danmark synker. Vipningen skyldes den sidste istid for ca. 10.000 år siden.
Forskellen mellem det gamle højdeniveau DNN og DVR90 varierer over landet fra +2 cm til –14 cm, og er størst i Sønderjylland.
DVR90 blev introduceret 27. maj 2002, hvor Danmarks Meteorologiske Institut, Farvandsvæsenet og Kystdirektoratet tog det nye højdesystem i brug. De daværende amtskommuner havde 1. januar 2005 omlagt fra DNN til DVR90, og hovedparten af landets kommuner overgik til DVR90 1. januar 2005 eller i løbet af første halvår af 2005. DVR90 er i dag standarden indenfor projektering, bygge- og anlægssektoren samt alle andre steder, hvor der anvendes koter.
Det skal altid angives hvilket system koten hører til, da det alene ud fra tallet er umuligt at se, om en kote er opgivet i forhold til det gamle højdeniveau DNN eller det nye DVR90.